# Barcza Imre
Barcza Imre (Budapest, 1880. – Balatonfüred, 1938. május 16.) a Kereskedelmi és Iparkamara főkönyvtárosa, turisztikai szakíró, bibliográfus, hegymászó.

## Életpályája
Barcza Endre és Varácski Amália fia. Kiváló túraszervező és tevékeny turisztikai szakíró volt. Főfoglalkozása főkönyvtáros és bibliográfus volt. Számos magashegyi túra leírását neki köszönhetjük, részt vett a Budapest környéki, valamint a mátrai és a bükki turista útikalauzok megírásában. Emellett bibliográfiák készítésével is foglalkozott. A Magyar Könyvészet 20. század eleji évfolyamait Petrik Gézával együtt szerkesztette.

## Főbb művei
- A magyar bankkérdés és vámpolitika irodalma (Bp., 1911); Online
- A magyar parlamenti választási jog legújabb irodalma (Bp., 1912);
- A középeurópai vámunió kérdésének irodalma (Bp., 1917); Online
- Budapest Duna-jobbparti környéke. 52 képpel, 6 tábl. 10 alapr., 2 várostervr. és 4 térképpel. (Részletes magyar útikalauzok I. köt., 2. füz.) 268 oldal. Budapest, 1920. (A könyv társszerzője Thirring Gusztáv volt.);
- Magyar Könyvészet 1901–1910 (szerk. Petrik Gézával, II. köt., Bp., 1928); összegyűjtötte az 1911–1920. évek kéziratban maradt anyagát.